# Henri Chaumont

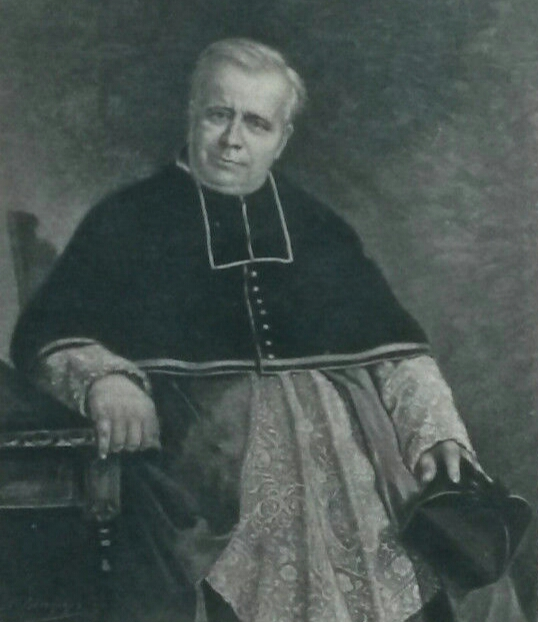
Henri Chaumont (1838–1896)

Henri Chaumont (* 11. Dezember 1838 in Paris; † 15. Mai 1896 in Paris) war ein katholischer Priester. Er gründete 1872 zusammen mit Caroline Carré de Malberg die Töchter des hl. Franz von Sales, 1876 die Priester und die Söhne des hl. Franz von Sales und 1889 die Salesianischen Missionarinnen der unbefleckten Jungfrau Maria.

## Leben

### Kindheit und Jugend
Henri Chaumont wurde am 11. Dezember 1838 in Paris, Frankreich, als zweites von acht Kindern geboren. Schon sehr früh verbanden sich in seiner Persönlichkeit eine gewisse Schalkhaftigkeit mit außergewöhnlicher Feinfühligkeit. Seine religiöse Erziehung stand auf einem guten Fundament. Schon in jungen Jahren las er eifrig die Jahrbücher zur Heranbildung des Glaubens, was in ihm einen missionarischen Geist förderte.
Mit etwa zehn Jahren erkrankte Henri ernsthaft. Diese Krankheit wurde von religiösen Skrupeln und Ängsten noch verschlimmert. Glücklicherweise stand ihm damals der Priester Louis-Gaston de Segur (1820–1881) zur Seite, ein Freund der Familie, der von da an Henri Chaumont jahrelang als geistlicher Begleiter und Berater zur Seite stehen sollte. Henri spürte in sich auch die Berufung zum Priester. Zunächst jedoch begann er vier Jahre lang bei seinem Vater das Handwerk des Uhrmachers zu erlernen, bevor er schließlich ins Priesterseminar eintrat.
Segur war ein glühender Verehrer des hl. Franz von Sales, so dass Henri durch ihn zum ersten Mal mit diesem Heiligen in Berührung kam. Auch im Priesterseminar wurde während der Mahlzeiten aus den Schriften des hl. Franz von Sales vorgelesen. Unter diesem Einfluss und aufgrund seiner Bewunderung für die Apostelgeschichte des Neuen Testamentes entstand in ihm sehr bald der Wunsch, dass auch er als Priester hinaus in die Welt gehen soll, um allen die frohe Botschaft des Evangeliums zu verkünden. Die Art und Weise dieser Verkündigung sollte sein wie von Franz von Sales vorgelebt. Vor allem die Methode der Freundschaft sollte dabei eine große Rolle spielen, gemäß der Aussage des Heiligen: „Wer das Herz eines Menschen gewonnen hat, besitzt den ganzen Menschen.“

### Die ersten Priesterjahre
Am 17. Januar 1864 wurde Henri Chaumont zum Priester geweiht. Seine erste Aufgabe war die Kaplansstelle in der Pfarrgemeinde von St. Marcel, einem Vorort am Stadtrand von Paris. Es war für ihn eine schwierige Aufgabe. Innerhalb eines Jahres musste Chaumont einige Schicksalsschläge aushalten. Sein Vater starb. In seiner Pfarrgemeinde gab es von manchen heftige Kritik und auch so manche Schmähungen gegen den jungen Priester. All diese Ereignisse zusammengenommen forderten ihren Tribut. Henri Chaumont erkrankte erneut schwer. Viele Mitglieder der Pfarrgemeinde und viele Freunde begannen daraufhin um seine Genesung zu beten. Sie flehten dabei den hl. Franz von Sales um seine Hilfe an. Nach drei Wochen, genau am Gedenktag des hl. Franz von Sales, begann sich sein Zustand sprunghaft zu bessern. In seiner Dankbarkeit, die Gesundheit wiedererlangt zu haben, versprach Henri, eine Wallfahrt nach Annecy zu machen, in jene Stadt also, in der Franz von Sales viele Jahre lebte und arbeitete.
Diese Wallfahrt fand im Juni 1868 statt. Während der Zugreise schrieb Chaumont einen Brief, in dem folgende Worte enthalten sind: „Ich muss wie dieser Mann leben, dieser Heilige, der so gut wusste, wie man heilig lebt und andere zur Heiligkeit führt. Ich möchte, wenn ich mich mit ihm dort unterhalte, sein Geheimnis erlernen.“
Auf dem Weg nach Annecy machte Chaumont auch Halt in Troyes. Dort traf er Maria Salesia Chappuis, eine Schwester des Ordens der Heimsuchung Mariens, und Louis Brisson, der 1866 die Oblatinnen und 1872 die Oblaten des hl. Franz von Sales gründete. Sie sprachen über die Idee Chaumonts zu einer Gemeinschaft von Frauen, die im Geist des hl. Franz von Sales ein christliches Leben in der Welt führen sollen. Schwester Maria Salesia Chappuis ermutigte Chaumont, diese Gemeinschaft zu gründen. Nach Annecy traf er Bischof Gaspard Mermillod (1824–1892), einen Nachfolger des hl. Franz von Sales als Bischof von Genf. Auch dieser Bischof, ebenfalls ein Verehrer des hl. Franz von Sales und Förderer der salesianischen Spiritualität, war sehr an diesem Plan Chaumonts interessiert: Frauen, die in der Welt leben, ohne Ordenskleid und ohne Gelübde, die einfach versuchen, auf dem Weg der Frömmigkeit voranzukommen, mit Hilfe der Freundschaft zu Gleichgesinnten und mit einer „Lebensregel“, die von den Schriften des hl. Franz von Sales, besonders von der Anleitung zum frommen Leben, auch Philothea genannt, inspiriert ist. In Annecy selbst schrieb Henri Chaumont: „Was auch immer ich in meinem Leben noch tun werde, ich werde zu Füßen des hl. Franz von Sales und der hl. Johanna Franziska von Chantal leben und ich werde die ganze Welt daran teilhaben lassen.“

### Gründung der Töchter des hl. Franz von Sales
Im Dezember 1868 wurde Henri Chaumont zum Pfarrer von Ste-Clotilde ernannt. Diese Pfarrgemeinde befand sich in einem besseren Viertel von Paris, was jedoch für Chaumont unerheblich war, weil er stets von großer Bescheidenheit war. Sein Eifer, den er in dieser Pfarrgemeinde von Anfang an an den Tag legte, beeindruckte viele Menschen.
In dieser Zeit stellte sich ihm auch Frau Caroline Carré de Malberg vor. Sie hatte gerade ein Kind im Alter von vier Jahren verloren und teilte ihm ihr Leid mit. Nach diesem Treffen, einigen eigenen Überlegungen und der Beratung mit dem Bruder, einem Dominikaner, bat Caroline de Malberg Chaumont, ihre geistliche Begleitung zu übernehmen und Chaumont stimmte zu.
Frau Carrè de Malberg war eine in der Gesellschaft sehr engagierte Frau eines Offiziers. Inmitten dieser mondänen Welt bewahrte sie sich jedoch ihre christlichen Werte. Einigen anderen Frauen erging es ähnlich. Chaumont gab Frau Malberg nun den Rat, sich regelmäßig mit den gleichgesinnten Frauen zu treffen und dabei über ihren Glauben zu sprechen und gemeinsam die Philothea des hl. Franz von Sales zu lesen. Das war der Anfang jener Gruppe von Frauen, von der Henri Chaumont stets geträumt hatte: Frauen, die sich gegenseitig darin unterstützen, im Alltag ein christliches Leben zu führen.
1870 brach der Deutsch-Französische Krieg aus, so dass sich die Gruppe nur sehr sporadisch treffen konnte. Es dauerte bis zum 15. Oktober 1872, bis sich die Gruppe zu ihrer formellen Gründung treffen konnte. Sie bestand aus drei Frauen, die zusammen mit P. Chaumont beteten und die "Regel der Töchter des hl. Franz von Sales" als ihre zukünftige Lebensregel übernahmen. Diese Regeln gaben einen Überblick darüber, wie man ein christliches Leben in der Welt unter dem Schutz des hl. Franz von Sales und der hl. Johanna Franziska von Chantal führen soll. Daneben sollen sich die Frauen in den Pfarrgemeinden als Helfer der Priester engagieren, vor allem in der Katechese für andere Frauen.
Nach dieser Gründung entstanden noch weitere Gruppen, an deren Spitze Chaumont seine Töchter setzte. Die ursprüngliche Gruppe wuchs in wenigen Jahren auf 25 Frauen an. Einige der neuen Gruppen waren die christlichen Frauen, die christlichen Krankenpflegerinnen und die christlichen Witwen. Die wesentliche Idee Chaumonts war dabei stets, den christlichen Geist dort zu erneuern, wo der weltliche Geist das Christentum gefährdet. Von den christlichen Frauen erwartete sich Chaumont, dass daraus christliche Erzieherinnen heranwüchsen, die in ihrer Freizeit den Kindern Katecheseunterricht erteilten.

### Gründung der Priester und Söhne des hl. Franz von Sales
Henri Chaumont hatte auch selbst den Wunsch, als Priester mit seinen Aufgaben nicht allein zu sein. Daher rief er 1874 die Priester seiner Diözese auf, mit ihm zusammen eine Priestergruppe zu bilden, die sich untereinander in ihrem priesterlichen Leben unterstützen und unter dem Leitwort „Jesus leben“ stehen soll. Die Mitglieder sollen außerdem eine salesianische Ausbildung erhalten und die Prinzipien den hl. Franz von Sales für die geistliche Begleitung erlernen, damit sie allen salesianischen Gemeinschaften zur Seite stehen können. 1876 nannte sich diese Priestergruppe dann offiziell Priester des hl. Franz von Sales.
1876 rief Henri Chaumont auch eine Männergemeinschaft ins Leben, die Söhne des hl. Franz von Sales, deren Aufgabe es sein soll, inmitten der Welt ein christliches Zeugnis zu geben. Ähnlich wie die Töchter sollen sich auch diese Männer in den Pfarrgemeinden als Helfer der Priester ehrenamtlich engagieren. Sie sollten den Glauben gerade dorthin bringen, wohin die Priester wenig gelangten: in die Häuser und zu den Arbeitsplätzen.

### Gründung der Salesianischen Missionarinnen
1879 war die Zahl der Töchter des hl. Franz von Sales bereits so groß, dass man über weitere Tätigkeiten nachzudenken begann, vor allem über eine Tätigkeit in der Mission. Drei Töchter waren bereit, der Einladung des Bischofs von Nagpur Folge zu leisten und als Missionarinnen nach Indien zu reisen. In der Überzeugung, dass eine Frau bei anderen Frauen mehr erreichen kann, sollten sich die Missionarinnen besonders um die Nöte der Frauen und der Armen annehmen. 1889 reisten die ersten drei Töchter unter der Leitung von Frau Gertrude Gros nach Indien. Henri Chaumont erinnerte sie noch einmal daran, dass der Schlüssel ihrer Arbeit die geistliche Freundschaft sein soll und es ihr Ziel sei, den anderen Frauen ihre Würde zu geben und die Erlösung, die Jesus Christus offenbarte, der demütig und sanftmütig von Herzen ist. Diese Frauen gründeten die Salesianischen Missionarinnen der unbefleckten Jungfrau Maria (SMMI). Heute arbeiten diese Missionarinnen unter den Armen in vielen Ländern rund um den Globus.

### Die letzten Lebensjahre
In den letzten Jahren seines Lebens, von 1881 bis 1896, musste Henri Chaumont viele Verluste hinnehmen: den Tod seines geistlichen Begleiters Louis-Gaston de Segur, den Tod von Caroline Carrè de Malberg, die Auflösung der Gemeinschaft christlicher Frauen und den Tod von P. Tissot, dem geistlichen Begleiter und Berater nach Segur, und schließlich 1895 den Tod seiner Mutter. Er selbst fühlte sich ausgelaugt. Einer seiner letzten Tätigkeiten war die Feier des Pfingstfestes, das Patronatsfest seiner Gründungen, mit der traditionellen Pfingstnovene.
Henri Chaumont starb am 15. Mai 1896. Er war ein Mann von außergewöhnlicher Tatkraft, der stets achtsam auf die Nöte seiner Mitmenschen einging. Seine Worte aus dem Jahr 1892 fassen seine Überzeugung über den Wert der salesianischen Spiritualität zusammen: „Die erste Voraussetzung für alle, die in die Schule des hl. Franz von Sales gehen, ist, dass jeder mit einem tiefen Verständnis für den Geist Jesu Christi dorthin kommt.“